# Pitagoras (wyzwoleniec)
Pitagoras – wyzwoleniec rzymskiego cesarza Nerona, którego poślubił podczas publicznej ceremonii. Wówczas cesarz przyjął rolę panny młodej.
Niewiele wiadomo na temat życiorysu Pitagorasa, poza tym, że był on wyzwoleńcem, który towarzyszył Neronowi.

## Ślub z Neronem
W roku 64, podczas Saturnaliów, Tygellin wyprawił serię uczt dla Nerona, gdzie po kilku dniach cesarz udzielił ślubu Pitagorasowi:

... zniżył się do tego, by poślubić jednego z tej plugawiej trzody, zwanego Pitagoras, zgodnie ze wszystkimi formalnościami prawidłowego małżeństwa. Cesarzowi nałożono welon ślubny; ludzie widzieli świadków ceremonii, posag ślubny, łoże i pochodnie weselne; wszystko, jednym słowem, było widoczne, co, nawet gdy kobieta wychodzi za mąż, zwykle skrywa ciemność.

## Doryfor
Swetoniusz opowiada historię Nerona jako narzeczonego dla wyzwoleńca o imieniu Doryfor. Zarówno Tacyt, jak i Dion Kasjusz wspominają jedynie o Pitagorasie. Według Champlina mało prawdopodobnym jest, aby drugi ślub cesarski odbył się bez odnotowania tego faktu. Najprostszym rozwiązaniem jest jednak to, że Swetoniusz pomylił imię. Doryfor, jeden z najzamożniejszych i najpotężniejszych wyzwoleńców Nerona zmarł w roku 62, przed ucztami Tygellina, podczas których Neron, okryty skórami dzikich zwierząt, został wypuszczony z klatki i atakował intymne części mężczyzn i kobiet przywiązanych do pali, po czym został uśmiercony przez swojego wyzwoleńca Doryfora. Ponieważ doryphoros oznacza niosący włócznię ( Δορυφόρος ), podobnie jak posąg, możliwe, że zlatynizowane słowo zostało po prostu zapisane wielką literą w miejscu greckiego słowa.